# Шонфельдер, Оливье
Оливье́ Шонфе́льдер (фр. Olivier Schoenfelder; род. 30 ноября 1977, Бельфор) — французский фигурист, выступавший в танцах на льду в паре с Изабель Делобель. Они — шестикратные чемпионы Франции (в 2003—2008 гг.), вице-чемпионы мира среди юниоров 1996 года, чемпионы Европы 2007 года и чемпионы мира 2008 года.

## Карьера

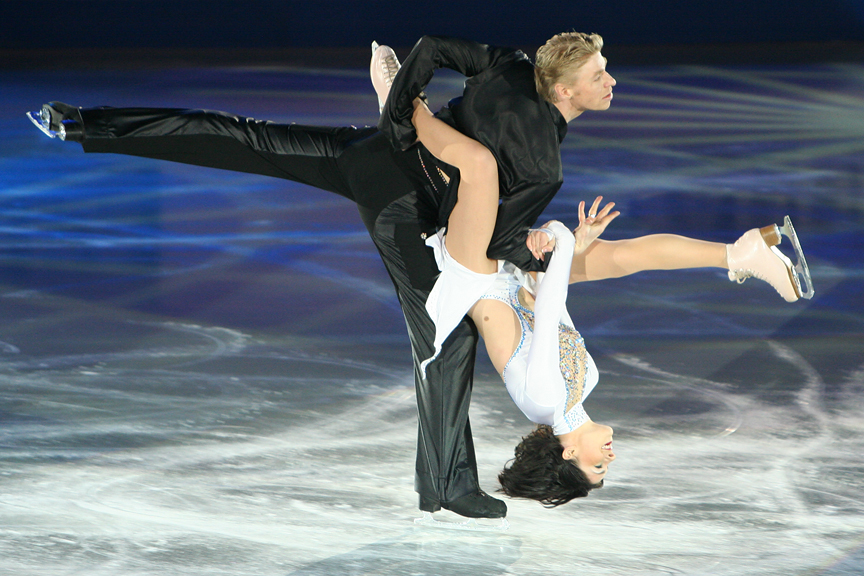
Изабель Делобель и Оливье Шонфельдер в 2007 году

Оливье родился в Лионе. Там же начал кататься на коньках. В пару с Изабель Делобель встал в 1994 году.
Первом крупным успехом пары на международном уровне стала серебряная медаль чемпионата мира среди юниоров в 1996 году. Медалей взрослых международных соревнований они добились лишь в 2005, став бронзовыми призёрами чемпионата Европы.
Делобель и Шонфельдер два раза принимали участие в Олимпиадах. В 2006 году в Турине они стали четвёртыми, несмотря на своё второе место в произвольной программе. Очень разочарованные, они принимают участие в чемпионате мира того же года в Калгари, где попадают только на пятое место. Таким образом, несмотря на великолепную произвольную программу — «Карнавал в Венеции», сезон 2005—2006 получился крайне неудачным.

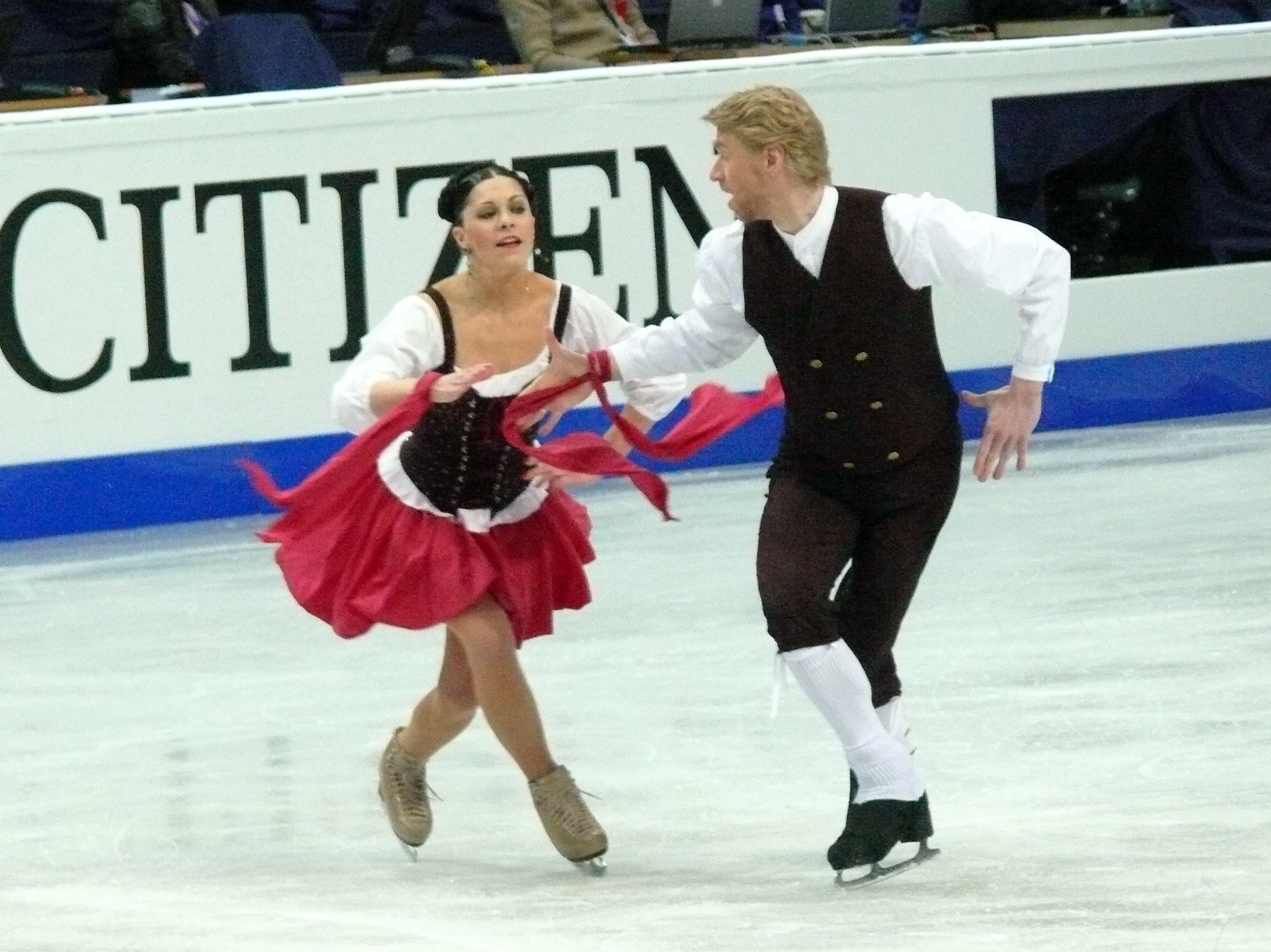
Оригинальный танец на чемпионате мира 2008 года (тема — фолк, кантри).

Сезон 2006—2007 начинается с пятой подряд победы на чемпионате Франции. Тема их произвольного танца этого сезона «Бонни и Клайд». Этот образ им очень подходит. И наконец им покоряется вершина пьедестала чемпионата Европы, но на мировом первенстве они снова только четвёртые.

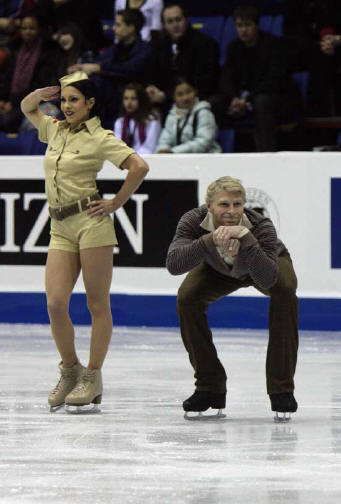
Оригинальный танец на Финале Гран-при сезона 2008—2009 (тема — ритмы 20-х, 30-х, 40-х).

В 2008 году пара становится бронзовыми призёрами финала Гран-при, шестой раз чемпионами Франции, вторыми в Европе (уступив россиянам Домниной—Шабалину) и впервые, после стольких лет работы, они завоевывают медаль чемпионата мира — сразу золото.
В сезоне 2008—2009 Изабель и Оливье выиграли финал Гран-при впервые в карьере, а затем снялись с чемпионата Франции из-за травмы спины, которую Изабель получила на показательных выступлениях в Корее.Позже выяснилось, что Изабель потребуется операция, и поэтому пара снялась с чемпионата Европы 2009. При проведении операции были выявлены ещё некоторые проблемы, восстановление заняло больше времени, чем планировалось изначально, и спортсмены решили не участвовать и в чемпионате мира этого сезона. В апреле 2009 года Изабель Делобель объявила, что ждёт ребёнка. Тем не менее, спортсмены решили остаться в любительском спорте ещё на сезон, чтобы принять участие в Олимпийских играх в Ванкувере. Изабель родила сына в октябре 2009 года, и пара приступила к интенсивным тренировкам. Кроме Олимпийских игр, Делобель и Шонфельдер не участвовали ни в каких соревнованиях сезона 2009—2010, хотя первоначально ожидалось их участие в чемпионате Европы. На зимних играх 2010 года пара заняла 6-е место. Их произвольная программа на музыку Жака Бреля «La quête» (рус. Поиск) была посвящена карьере пары в спорте. После этого они завершили любительскую спортивную карьеру.
Оливье планирует закончить своё образование по специальности журналистика, а также хочет попробовать себя в качестве тренера.

## Семья
В мае 2005 года Оливье Шонфельдер женился на своей подруге Изабель Пешер, а в октябре 2006 года у него родился сын, Габриэль.

## Спортивные достижения

### после 2008 года
| Соревнование            | 2008—2009 | 2009—2010 |
| ----------------------- | --------- | --------- |
| Зимние Олимпийские игры |           | 6         |
| Финалы Гран-При         | 1         |           |
| Trophee Eric Bompard    | 1         |           |
| Skate America           | 1         |           |

### 2000—2008 годы
| Соревнование            | 2000—2001 | 2001—2002 | 2002—2003 | 2003—2004 | 2004—2005 | 2005—2006 | 2006—2007 | 2007—2008 |
| ----------------------- | --------- | --------- | --------- | --------- | --------- | --------- | --------- | --------- |
| Зимние Олимпийские игры |           | 16        |           |           |           | 4         |           |           |
| Чемпионаты мира         | 13        | 12        | 9         | 6         | 4         | 5         | 4         | 1         |
| Чемпионаты Европы       | 10        |           | 7         | 4         | 3         | 4         | 1         | 2         |
| Чемпионаты Франции      | 2         |           | 1         | 1         | 1         | 1         | 1         | 1         |
| Финалы Гран-При         |           |           |           | 5         | 6         | 6         | 4         | 3         |
| Trophee Eric Bompard    | 5         | 5         | 2         | 3         | 3         | 2         | 2         | 1         |
| Skate America           |           |           |           | 3         |           | 2         |           |           |
| NHK Trophy              |           |           | 4         |           | 3         |           |           | 1         |
| Cup of Russia           |           |           |           |           |           |           | 3         |           |
| Bofrost Cup on Ice      | 5         |           |           |           | 2         |           |           |           |
| Skate Canada            |           | 5         |           |           | 4         |           |           |           |
| Cup of China            |           |           |           | 3         |           |           |           |           |
| Мемориал Ондрея Непелы  |           |           |           |           |           |           |           | 1         |

### До 2000 года
| Соревнования                  | 1994—1995 | 1995—1996 | 1996—1997 | 1997—1998 | 1998—1999 | 1999—2000 |
| ----------------------------- | --------- | --------- | --------- | --------- | --------- | --------- |
| Чемпионаты мира               |           |           |           | 18        | 14        | 11        |
| Чемпионаты Европы             |           |           |           | 15        | 12        | 9         |
| Чемпионаты мира среди юниоров | 4         | 2         |           |           |           |           |
| Чемпионаты Франции            | 3 J.      | 1 J.      | 4         | 4         | 3         | 2         |

J = Юниорский уровень